# Гар'ю-Рісті
Га́р'ю-Рісті (ест. Harju-Risti küla) — село в Естонії, у волості Ляене-Гар'ю повіту Гар'юмаа.

## Населення
Чисельність населення на 31 грудня 2011 року становила 317 осіб.

## Історія
З 16 січня 1992 до 24 жовтня 2017 року село входило до складу волості  Падізе.

## Пам'ятки
- Лютеранська кірха (Harju-Risti kirik), пам'ятка архітектури XV століття.[2]
- Пам'ятник героям війни за незалежність Естонії (Harju-Risti Vabadussõja mälestussammas), історична пам'ятка.[3]

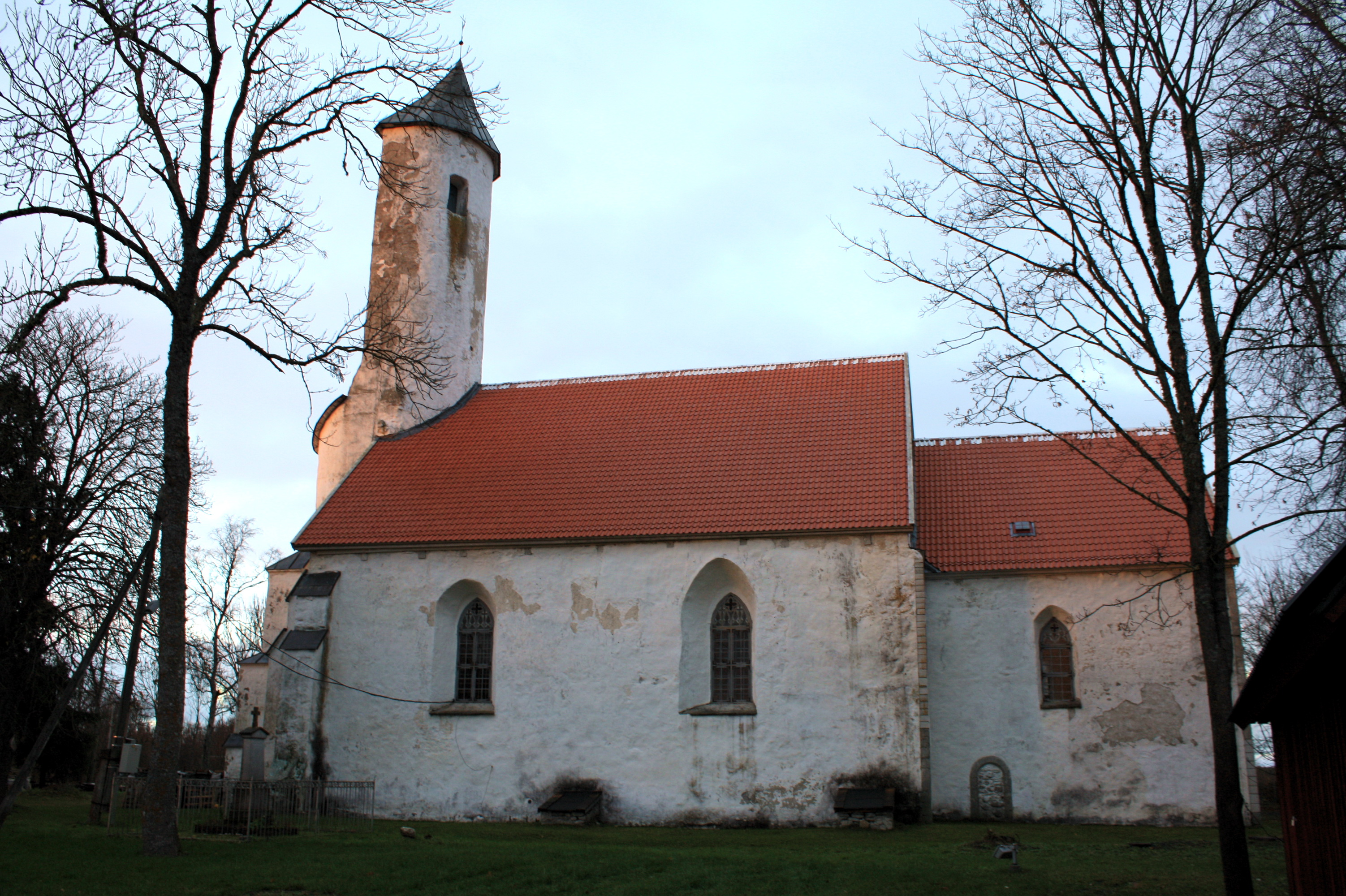
Лютеранська кірха
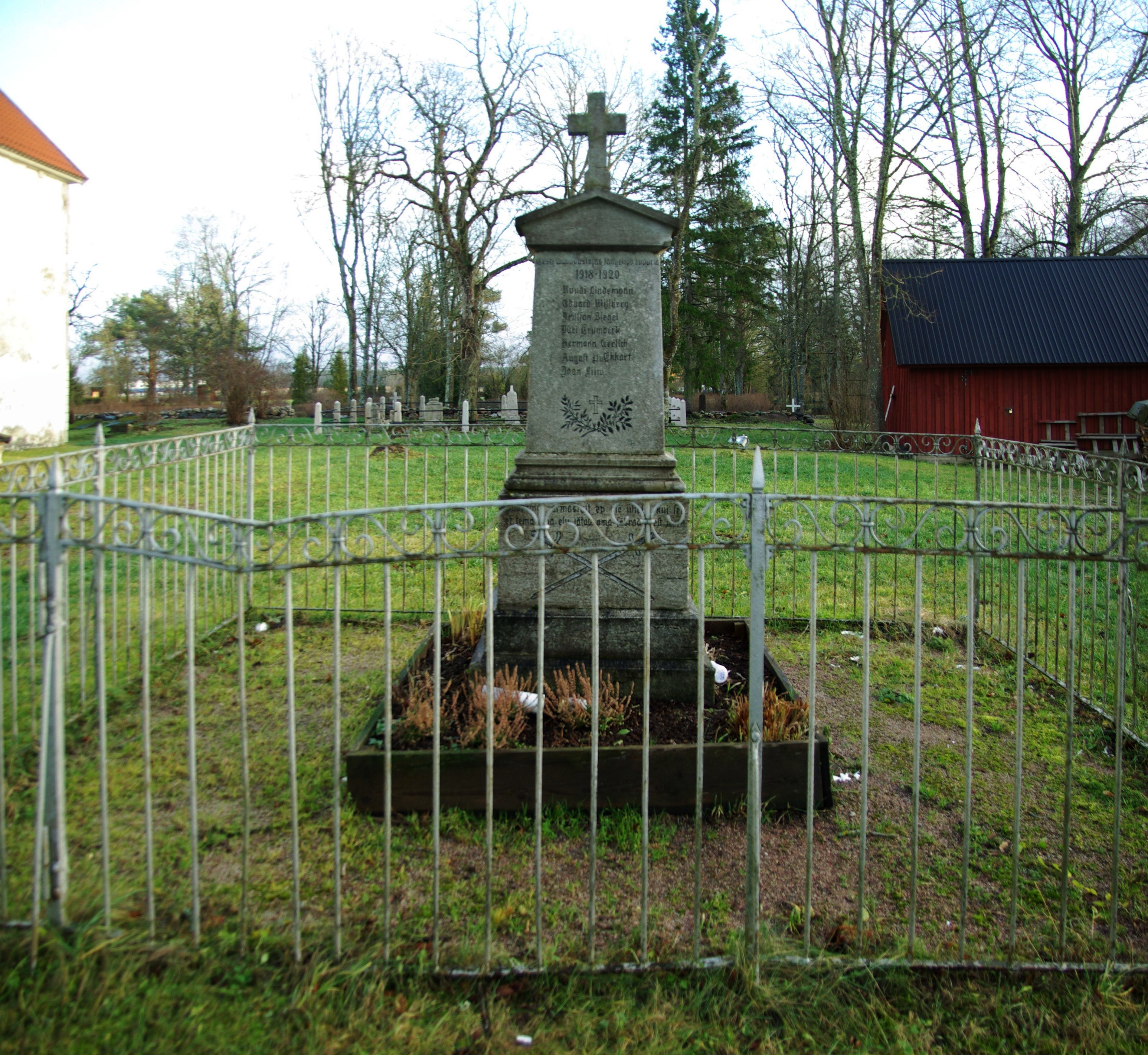
Пам'ятник героям війни за незалежність